# Пескария-Брава
Пескария-Брава (порт. Pescaria Brava) — муниципалитет в Бразилии, входит в штат Санта-Катарина. Составная часть мезорегиона Юг штата Санта-Катарина. Находится в составе городской агломерации Тубаран. Входит в одноименный экономико-статистический микрорегион. Население составляет 9761 человек на 2014 год год. Занимает площадь 120,6 км². Плотность населения — 80,9 чел./км². Расположена на южном побережье штата, между горным хребтом и системой лагун. Омывается лагуной Имаруи, а его экономика основана на рыболовстве и семейном сельском хозяйстве. Пескария-Брава официально отделилась от муниципалитета Лагуна лишь в 2012 году, однако обладает богатой историей и культурой. Район Сеньор-Бон-Жезус-ду-Сокорру юридически считается одним из старейших в Бразилии, так как был создан в 1857 году одновременно с постройкой часовни, которая носит то же название.

## История

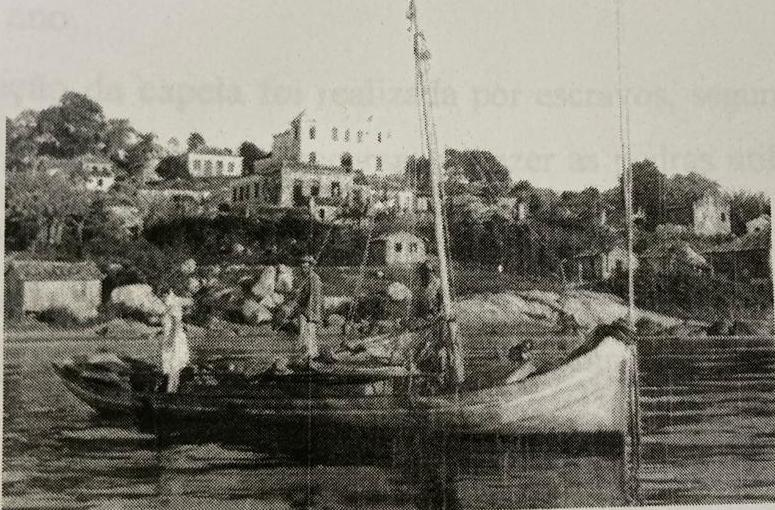
Парусная лодка в лагуне Имаруи в районе Пескария-Брава.

Район муниципалитета был заселен как минимум 5 тысяч лет назад. На его территории находятся 4 археологических памятника, в которых были найдены самбаки — аналог кьёккенмедингов из скандинавской культуры, а также керамические предметы. В XIX веке, в колониальный период, азорцы использовали лагуну Имаруи как свой главный источник пропитания, что непосредственно повлияло на формирование населения Пескария-Брава..

### Этимология названия
Существует несколько версий происхождения названия Пескария-Брава. Одна из них гласит, что первые жители были сильными и отважными, и во время рыбалки сражались с морем и яростным ветром в периоды ненастной погоды в лагунах. Другая версия утверждает, что некоторые рыбалки всегда заканчивались ссорами при делёжке улова.

### Церковь Сеньор-Бон-Жезус-ду-Сокорру

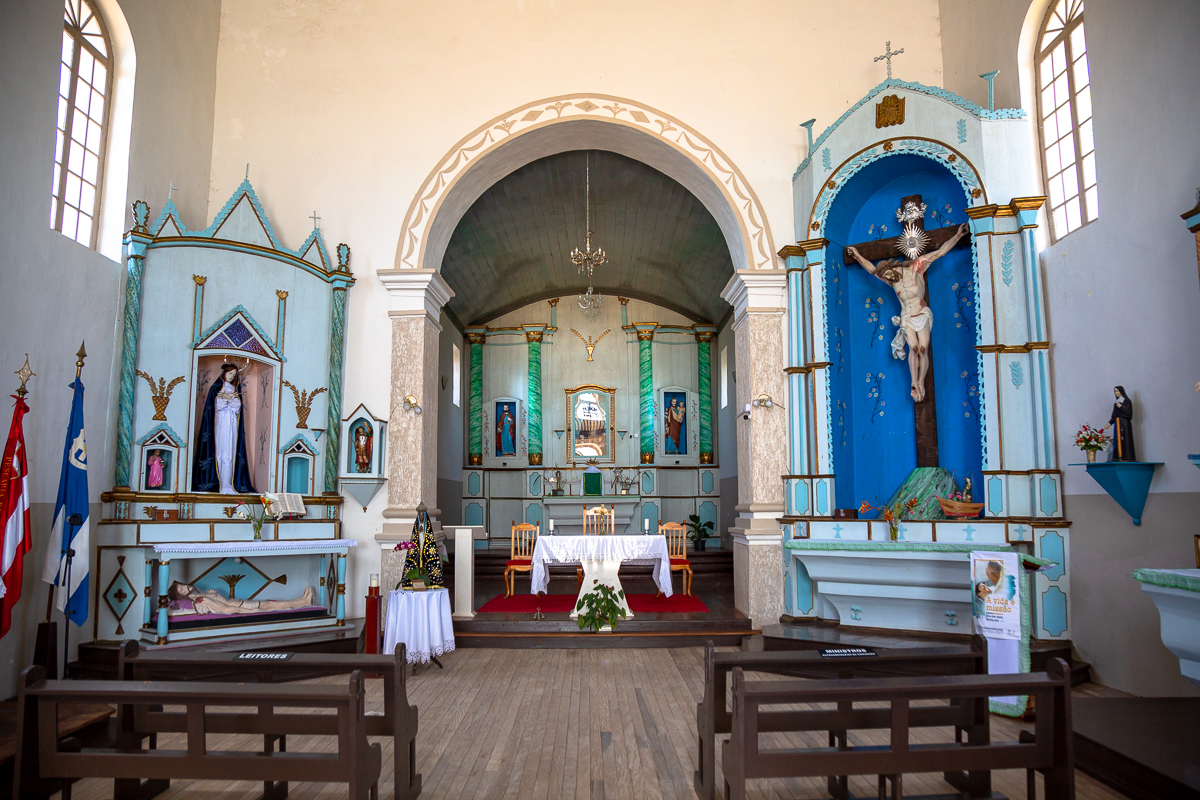
Внутреннее убранство церкви Сеньор-Бон-Жезус-ду-Сокорру.

Церковь Сеньор-Бон-Жезус-ду-Сокорру, построенная более 150 лет назад рабами, является главным символом былого богатства и процветания. Здание с величественной архитектурой хранит ценные образы в стиле барокко, вырезанные из дерева, некоторые из которых были привезены из Португалии. Колокола прибыли из Браги. Другие ценные предметы, такие как китайский фарфор, серебряные изделия и множество золотых вещей, хранились до середины прошлого века в музее рядом с церковью. Почти всё было продано для поддержания здания, которое и сегодня находится под угрозой разрушения из-за отсутствия надлежащего ухода.
Церковь была признана объектом исторического наследия штата и прошла процесс реставрации, завершившийся в конце 2007 года.

## Политическая самостоятельность
Идея об обретении самостоятельности впервые возникла благодаря усилиям и инициативе Энальду Кардозу де Соуза, судебного секретаря, который утверждал, что это всегда было мечтой его отца — увидеть Пескария-Брава самостоятельной. В 1995 году состоялся первый плебисцит, на котором большинство проголосовало за отделение, однако из-за того, что голосование не было обязательным, не набралось необходимого кворума, и Пескария Брава не стала муниципалитетом. Следующий плебисцит, проведённый 29 июня 2003 года Региональным избирательным судом штата Санта-Катарина, утвердил отделение: за политическую самостоятельность района Пескария-Брава от муниципалитета Лагуна проголосовало 52,38 % участников (12 877 человек).
Муниципалитет был создан Законом штата № 12.690/2003, от 25 октября 2003 года, подписанным действующим на тот момент губернатором Луисом Энрике да Силвейрой.
На основании нарушения Конституции Бразилии Генеральной прокуратурой Республики была подана Прямая Акция о Неконституционности № 3097/2003 против губернатора штата и Законодательной Ассамблеи штата. Процесс был передан в Федеральный верховный суд Бразилии, где докладчиком стал министр Верховного суда Марко Аурелио ди Мелу. 29 декабря 2003 года председатель Верховного суда Маурисиу Корреа признал неконституционность, приостановив действие упомянутых законов.
Тем не менее, принятие Предложения о поправке к Конституции 495/2006 в декабре 2008 года, которое касалось муниципалитетов, создание которых было оспорено Верховным федеральным судом, урегулировало ситуацию 62 бразильских муниципалитетов, которым грозила аннуляция их образования. Среди них была и Пескария-Брава, которая получила право на самостоятельность.
Самостоятельность Пескария-Брава была официально оформлена 25 октября 2012 года одновременно с проведением муниципальных выборов по всей стране. Антониу Онорату стал первым избранным мэром, вступив в должность 1 января 2013 года.

## Экономическая деятельность
Основной экономической деятельностью в Пескария Брава является сельское хозяйство, в основе которого — выращивание маниока, фасоли, кукурузы и риса. Эта работа обеспечивает доход примерно для полутора тысяч семей. Рыболовство, хотя и становится всё более редким, также дополняет доход многих семей региона.
Особый вид креветок, добываемый в местных лагунах, высоко ценится за свой особый вкус, обусловленный низкой солёностью воды лагуны.